# アウン・ナイン
ウ・アウン・ナイン（ビルマ語: ဦးအောင်နိုင် U Aung Naing、1947年 - 2008年10月8日）は、ミャンマーの軍医、外交官。元駐日大使、元在カンボジア大使。妻は元教育者の慈善活動家で敬虔な仏教徒のドー・アイ・ミ。

## 経歴
アウン・ナインは軍医として28年間にわたって奉職した後、外交界に転身。軍医時代には、タン・シュエ上級大将の主治医を務めたこともある。
1999年12月24日、皇居で天皇明仁（当時。令和時代の上皇）に信任状を捧呈し、駐日大使として正式に就任。この年は4月22日に別の駐日ミャンマー大使が信任状を捧呈したばかりだが、前任者キン・マウン・ティンは軍政幹部より「おしゃべりが過ぎて外交官として不適格」との理由で解任されている。2003年12月14日、次期駐日大使にソウ・フラ・ミンが指名された。
駐日大使を務め上げた後、2004年より在カンボジア大使。2007年12月にテイン・セイン首相がカンボジアを訪問した際には、フン・セン首相を筆頭とするカンボジアの要人と共にアウン・ナイン大使とドー・アイ・ミ夫人もテイン・セイン首相を迎接している。
2008年10月8日、大使在任中のままカンボジアで亡くなった。

## インタビュー
- 株式会社重化学工業通信社『アジア・マーケットレヴュー 2003.3.1 Vol.15 No.4』pp.14-16 所収「潜在能力秘めた資源大国ミャンマー――「未開の大国」、「陸と海のアジアの交差点」 アウンナイン駐日ミャンマー連邦大使」[9]